# 소방펌프차
소방펌프차는 소방펌프, 물탱크, 폼탱크, 동력전달장치, 방수구 등이 차체에 설치되어 화재진압 및 인명구조 등을 위해 사용되는 자동차이다. 소방펌프차의 상단에 사다리 또는 굴절 붐이 장착된 소방차는 제외한다.

## 구분

### 차량제원
소방펌프차는 대형, 중형, 소형, 경형펌프차로 구분한다.
| 구분       | 전장(mm 이하) | 전폭(mm 이하) | 전고(mm 이하) | 물탱크용량(L) | 폼탱크용량(L) |
| 대형펌프차 | 8,500         | 2,500         | 3,400         | 4,500 이상    | 200           |
| 중형펌프차 | 8,000         | 2,500         | 3,200         | 2,800 이상    | 200           |
| 소형펌프차 | 6,800         | 2,200         | 2,800         | 1,200 이상    | 100           |
| 경형펌프차 | 5,200         | 1,900         | 2,800         | 500 이상      | 40            |

### 소방펌프
소방펌프의 종류별 규격방수량과 고압방수량은 아래의 표와 같다.
| 구분                  | 대형펌프차(L/min 이상) | 중형펌프차(L/min 이상) | 소형펌프차(L/min 이상) | 경형펌프차(L/min 이상) |
| 규격방수압력(0.85MPa) | 2,800                  | 2,800                  | 2,000                  | 350                    |
| 고압방수압력(1.4MPa)  | 2,000                  | 2,000                  | 1,400                  | 180                    |

## 소방기관별 소방펌프차 보유 현황[4]
[2017. 12. 31. 기준]
| 합계(대) | 서울 | 부산 | 대구 | 인천 | 광주 | 대전 | 울산 | 세종 | 경기 | 강원 | 충북 | 충남 | 전북 | 전남 | 경북 | 경남 | 제주 | 창원 |
| 2,115    | 120  | 78   | 70   | 76   | 49   | 45   | 41   | 20   | 330  | 153  | 124  | 216  | 111  | 237  | 257  | 126  | 35   | 27   |

## 관련사진

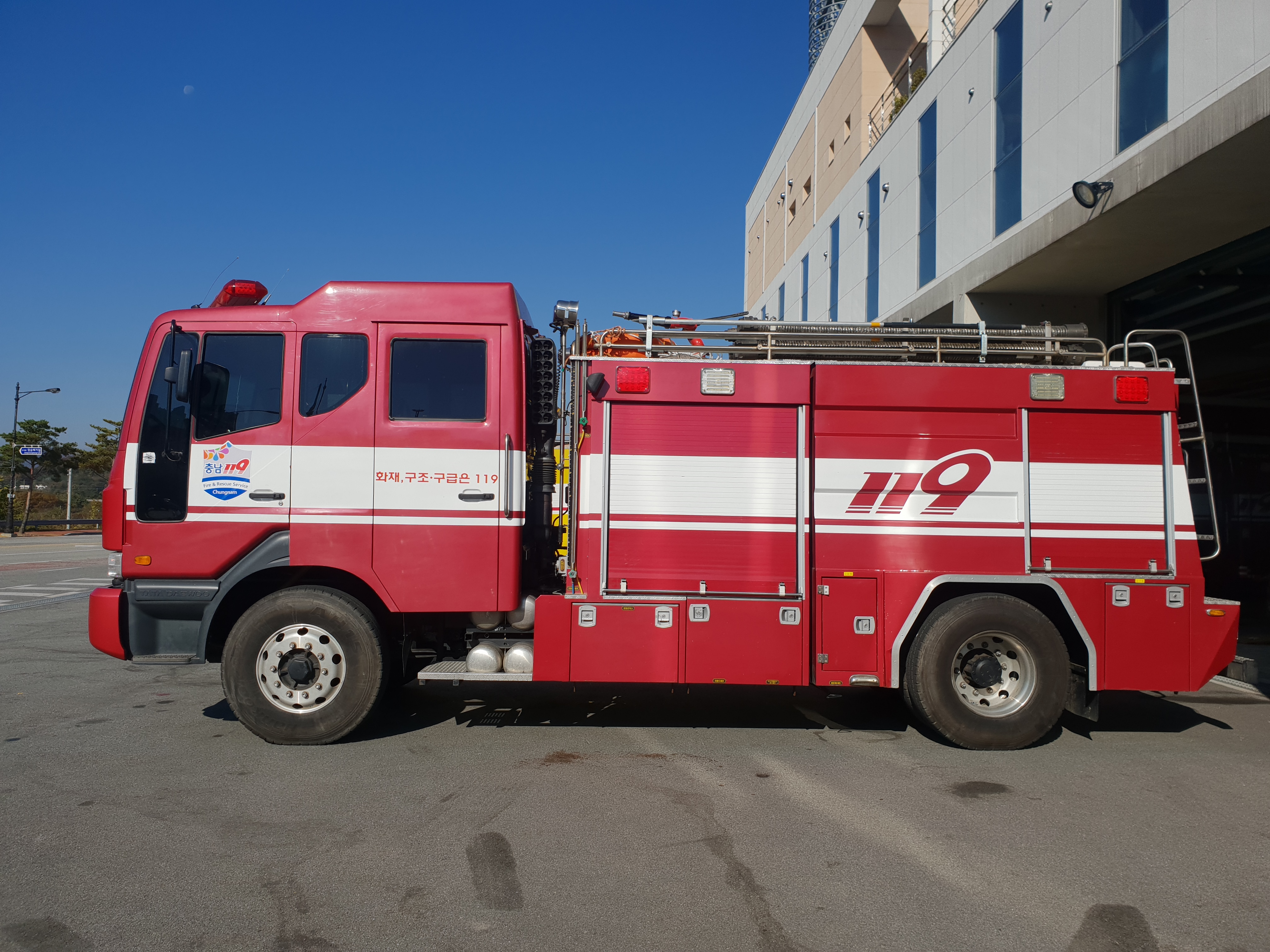
충청남도의 대형 소방펌프차
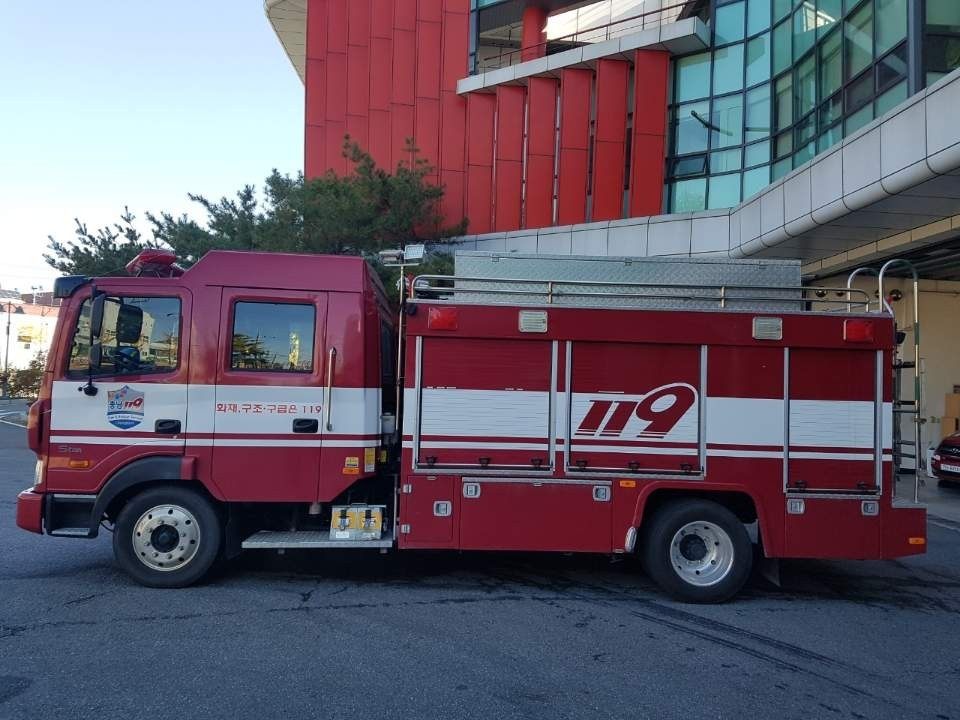
충청남도의 중형 소방펌프차
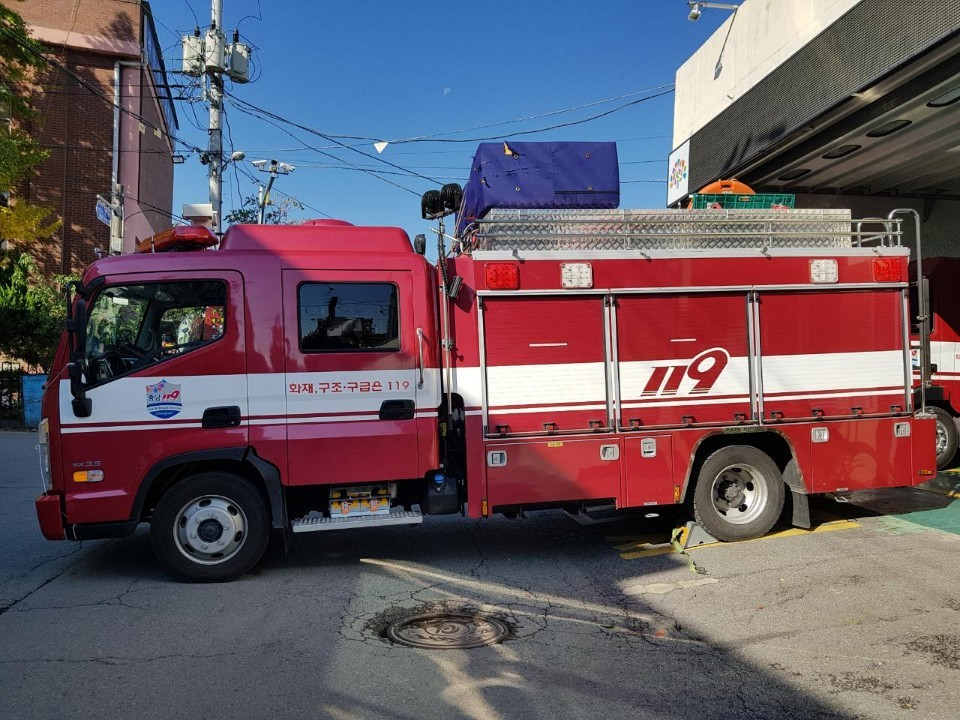
충청남도의 소형 소방펌프차
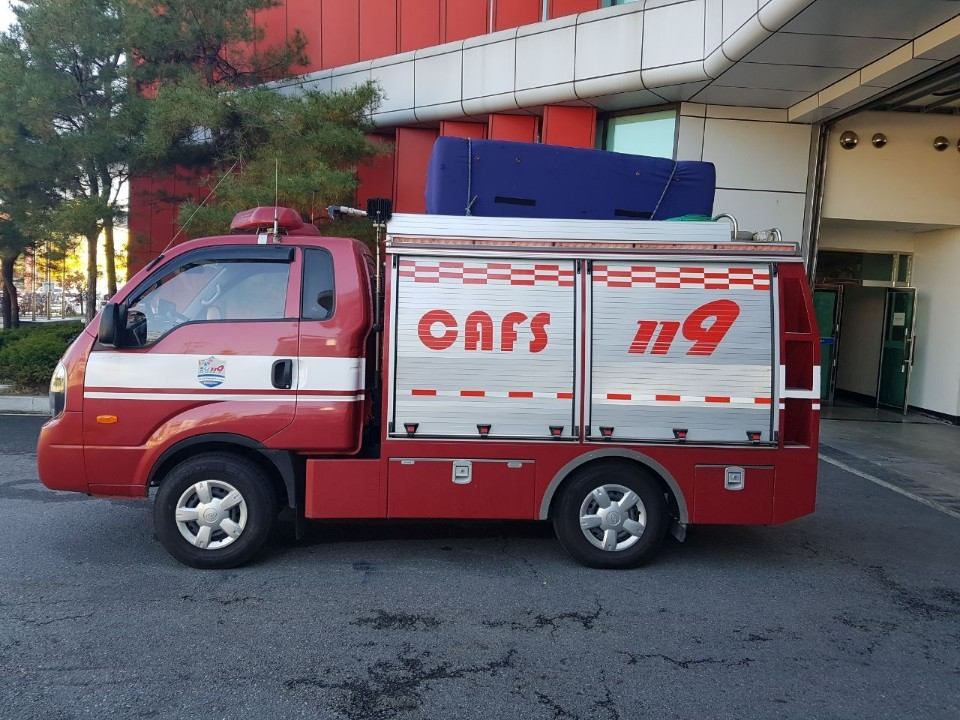
충청남도의 경형 소방펌프차